# Porcellio orarum
Porcellio orarum är en kräftdjursart som beskrevs av Karl Wilhelm Verhoeff 1910. Porcellio orarum ingår i släktet Porcellio och familjen Porcellionidae.

## Underarter
Arten delas in i följande underarter:
- P. o. verhoeffi
- P. o. vizzavonensis
- P. o. alpicola
- P. o. cribrifer
- P. o. orarum
- P. o. galloprovincialis